# Герника (картина)
„Герника“ е световноизвестно живописно платно на художника Пабло Пикасо, нарисувано през май 1937 г. по поръчка на правителството на испанската република за испанския павилион на Световното изложение в Париж същата година.
Като приема да изпълни поръчката, Пикасо я свързва с темата „Художникът и ателието му“ в първите дни на 1937 г. Скоро обаче, научавайки за унищожителните бомбардировки над град Герника, изоставя първоначалната тема. Невъзможно му е да остане ням, имайки в ръцете си този чудесен „боен инструмент“ – живописта.
Пикасо я започва на Първи май, символ на световната работническа класа. На този ден рисува първите 6 ескиза, които поставят началото на произведението.
Платното представлява виждането на Пикасо за бомбардировката от 26 април 1937 година на мирния баски град Герника, което германските съюзници на Франко в Гражданската война сриват със земята. В града художникът резюмира и синтезира целия си дотогавашен опит – от реализма, през „синия“ и „розовия“ период, поуките от кубизма, до експресионизма, плоската рисунка и сюрреализма. Картината е представител именно на кубизма и е нарисувана в черно-бяло с маслени бои. Ако само по тия достойнства оценяваме картината, произведението пак би било считано за най-значимото на миналия век. „Герника е първата историческа картина, рисувана от хора, които правят собствената си история и осъзнават това. Една картина – огледало на света на ужасите и варварщината, от които хората трябва да се избавят“ казва Пиер Декс. Висока е 3,5 метра и е дълга 7,8 метра (349 × 776 cm). Тя показва страданието на хора и животни, разрушени сгради без да показва непосредствената причина за това. Но от картината лъхат хаосът и насилието на войната и тя се превръща в символ на мира и антивоенните движения.
Изричната воля на автора е тя да не бъде върната в Испания, преди страната да е истински демократична, поради което остава в Музея за съвременно изкуство (MoMA) в Ню Йорк до септември 1981 г. Картината днес е в Центъра „Кралица София“ в Мадрид.